# Arteria Ciática Persistente
La arteria ciática forma parte del sistema axial encargado de perfundir la extremidad inferior durante los primeros estadios de desarrollo fetal, sistema que involuciona a lo largo de dicho desarrollo, permaneciendo únicamente sus porciones más distales (arteria poplítea y vasos infrapoplíteos). La persistencia de dicha arteria (Arteria Ciática Persistente, ACP) es una anomalía congénita rara pero de vital importancia para la perfusión de la extremidad en caso de hipoplasia del sistema femoral. Es frecuente la degeneración en forma de aneurisma de la ACP, y este fenómeno puede comprometer seriamente la viabilidad de la extremidad en caso de trombosis o embolización distal. Existen numerosas técnicas angiorradiológicas o quirúrgicas para tratar esta patología.